# Camptotypus simillimus
Camptotypus simillimus är en stekelart som först beskrevs av Morley 1914.  Camptotypus simillimus ingår i släktet Camptotypus och familjen brokparasitsteklar. Utöver nominatformen finns också underarten C. s. divisellus.